# Cascada
Cascada (/kəˈskɑːdə/; spansk for vandfald) er en tysk eurodance gruppe som startede i 2004 af sangerinden Natalie Horler og DJ'ene DJ Manian og DJ Yanou. De er bedst kendt for deres singler "Everytime We Touch", "What Hurts the Most" og "Evacuate the Dancefloor". Cascada har solgt over 30 millioner albums worldwide, en anslået 15 millioner digitale downloads, og har en anslået nettoformue på over 7 millioner. Cascada repræsenterede Tyskland ved Eurovision Song Contest 2013 i Malmö, Sverige. Samtidig være en af de mest succesfulde grupper i musikgenre i sig selv, er Cascada kåret som den mest succesfulde tyske gruppe i det 21. århundrede.

## Musikkarriere

### 2004–05: Tidlig karriere
Da Natalie Horler var 17, lavede hun studie arbejde for forskellige DJs. Til sidst mødte hun Yanou og DJ Manian. Oprindeligt udgav de musik under navnet Cascade, men på grund af Kaskade, en anden kunstner med et lignende navn, truende de med sagsanlæg, og derfor skiftede de navn til Cascada. De udgav samtidig musik under navnene Siria og Akira samt, men endte de projekter på grund af succesen med Cascada.
Under Andorfine Records, producerede de deres debut og kendte single, "Miracle", og dens efterfølger, "Bad Boy", i Tyskland. Dette fangede det amerikanske musikselskab Robbins Entertainment opmærksomhed. De forhandlede en kontrakt og "Miracle" blev udgivet i 2004. Men var det ikke tiltrække meget opmærksomhed de fik så Cascada tilbød dem "Everytime We Touch".

### 2005–07:Everytime We Touch
Cascada oplevede mainstream succes i Storbritannien og USA næsten i et år efter udgivelsen af deres andet amerikanske single, "Everytime We Touch". Sangen fik platin og guld certificeringer på tværs af kloden, blive certificeret platin af RIAA.

## Diskografi
- 2006: Everytime We Touch
- 2007: Perfect Day
- 2009: Evacuate the Dancefloor
- 2011: Original Me

## Priser og nomineringer
| År   | Priser                                | Kategori                               | Nomineret arbejde       | Resultat  |
| ---- | ------------------------------------- | -------------------------------------- | ----------------------- | --------- |
| 2006 | International Dance Music Awards      | Best New Dance Artist Solo             |                         | Vundet    |
| 2006 | International Dance Music Awards      | Best High Energy/Euro Track            | Everytime We Touch      | Nomineret |
| 2006 | Napster Awards                        | Most-Played Dance/Electronic Recording | Everytime We Touch      | Vundet    |
| 2007 | World Music Awards                    | World's Best Selling Female Pop Artist |                         | Nomineret |
| 2007 | World Music Awards                    | Best-Selling German Artist Award       |                         | Vundet    |
| 2008 | European Border Breakers Award (EBBA) | Best European Border Breaker- Germany  | Everytime We Touch      | Vundet    |
| 2008 | International Dance Music Awards      | Best High Energy/ Euro Track           | Truly, Madly, Deeply    | Nomineret |
| 2008 | International Dance Music Awards      | Best Dance Artist (Solo)               |                         | Nomineret |
| 2009 | International Dance Music Awards      | Best Dance Artist (Solo)               |                         | Vundet    |
| 2010 | International Dance Music Awards      | Best High Energy/Euro Track            | Evacuate the Dancefloor | Nomineret |
| 2010 | International Dance Music Awards      | Best Pop Dance Track                   | Evacuate the Dancefloor | Nomineret |
| 2010 | International Dance Music Awards      | Best Artist (Group)                    |                         | Vundet    |
| 2010 | Comet                                 | Best Female Artist                     | Evacuate the Dancefloor | Vundet    |
| 2010 | MTV Video Music Awards                | Best Dance Music Video                 | Evacuate the Dancefloor | Nomineret |

## References
1. ↑  "Interview with Cascada, by ADOS". Arkiveret fra originalen 14. maj 2007. Hentet 14. april 2016.
2. ↑  Interview with Cascada by TOAZTED Arkiveret 22. oktober 2007 hos  Wayback Machine, notice how Natalie Horler pronounced it.
3. ↑  "The Top 10 German music acts of the new millennium". DW.COM.
4. ↑  Cascada's Biography.
5. ↑  Andorfine Records Releases Arkiveret 8. marts 2008 hos  Wayback Machine.
6. ↑  Maggie Rielly Everytime We Touch Lyrics.
7. ↑  Cascada Everytime We Touch Lyrics.
8. ↑  RIAA Everytime We Touch Certification.
9. ↑  Official Cascada Japanese Site Profile Arkiveret 13. marts 2008 hos  Wayback Machine.
10. ↑  Interview mit Energy Arizona FM Arkiveret 12. juli 2007 hos  Wayback Machine.
11. ↑  Napster Announces Winners of Digital Music Awards. top40-charts.com, 19.
12. ↑  Pressebericht des World Music Awards 2007 Arkiveret 28. februar 2008 hos  Wayback Machine.
13. ↑  "Gewinnerliste des European Border Breakers Award". Arkiveret fra originalen 17. januar 2008. Hentet 14. april 2016.
14. 1 2  "Nominierten- und Gewinnerliste des IDMA 2008". Arkiveret fra originalen 17. maj 2016. Hentet 14. april 2016.
15. ↑  Nominierten- und Gewinnerliste des IDMA 2009 Arkiveret 20. august 2015 hos  Wayback Machine.
16. 1 2 3  "Nominierten- und Gewinnerliste des IMDA 2010". Arkiveret fra originalen 18. marts 2010. Hentet 14. april 2016.